# Ж
Ж, ж e буква от кирилицата. Обозначава звучната небно-венечна шипяща съгласна /ʒ/, а в руския – звучната ретрофлексна шипяща проходна съгласна /ʐ/. Присъства във всички славянски кирилски азбуки (8-а в руската, сръбската и беларуската, 7-а в българската, 9-а в украинската), а в писмената норма на македонската литературна реч е 8-а поред. Използва се също така и в азбуките на народите от бившия СССР. В старобългарската и църковнославянската азбука има название живѣте. В глаголицата се изписва така , а в кирилицата — Ж. В глаголицата има цифрова стойност 7, а в кирилицата — няма цифрова стойност. Според някои специалисти кирилската буква Ж произлиза от прабългарските руни, според други е някаква лигатура.